# Трибромид тиофосфорила
Трибромид тиофосфорила — неорганическое соединение,
бромангидрид тиофосфорной кислоты
с формулой PSBr3,
жёлтые кристаллы,
реагирует с водой,
образует кристаллогидрат.

## Получение
- Реакция сероводорода и пентабромида фосфора:

{\displaystyle {\mathsf {PBr_{5}+H_{2}S\ {\xrightarrow {}}\ PSBr_{3}+2HBr}}}
- Нагревание серы и трибромида фосфора:

{\displaystyle {\mathsf {PBr_{3}+S\ {\xrightarrow {T}}\ PSBr_{3}}}}

## Физические свойства
Трибромид тиофосфорила образует жёлтые кристаллы.
Реагирует с водой.
Растворяется в сероуглероде, трихлориде фосфора и диэтиловом эфире.
Образует кристаллогидрат состава PSBr3•H2O.

## Химические свойства
- Реагирует с водой с образованием тиофосфорной кислоты [1]:

{\displaystyle {\mathsf {PSBr_{3}+3H_{2}O\ {\xrightarrow {}}\ H_{3}PO_{3}S+3HBr}}}